# Krubki-Górki

Krubki-Górki (prononciation : [ˈkrupki ˈɡurki]) est un village polonais de la gmina de Poświętne dans le powiat de Wołomin de la voïvodie de Mazovie dans le centre-est de la Pologne.
De 1975 à 1998, le village appartenait administrativement à la voïvodie de Siedlce.